# Sjóv (gmina)
Sjóv (far. Sjóvar kommuna) – gmina na Wyspach Owczych, terytorium zależnym Danii, położonym na Oceanie Atlantyckim. Sąsiednimi gminami są: Runavíkar oraz Sunda kommuna. Siedzibą władz jest Strendur.
Gmina znajduje się na wyspie Eysturoy, rozciąga się wzdłuż południowo-wschodniej części wschodniego brzegu cieśniny Skaláfjørður. Zajmuje powierzchnię 33,3 km².
Według danych na 1 stycznia 2014 roku zamieszkuje ją 922 osoby.

## Historia
Gmina powstała w 1896 roku po oddzieleniu się od utworzonej dwadzieścia cztery lata wcześniej Eysturoyar Prestagjalds kommuna. W 1952 roku odłączyła się od niej Skála kommuna i od tamtej pory gmina nie zmieniła swoich granic.

## Populacja
Gminę zamieszkuje 922 osoby. Współczynnik feminizacji jest niewiele większy niż 89 (na 435 kobiet przypada 487 mężczyzn). Osoby powyżej sześćdziesiątego roku życia stanowią niemal 23% populacji, podczas gdy ludzie młodsi niż lat dwadzieścia, to ok. 27% ludności. Największą grupą w przedziałach dziesięcioletnich są ludzie w wieku 10–19 lat (13,77%), jednak liczne grupy składają się także z osób w wieku: 20–29 lat (13,34%), 40–49 (13,23%) oraz 0-9 (13,12%).
Dostępne dane odnośnie do populacji gminy można odnaleźć od roku 1960. Liczba ludności wynosiła wówczas 783 osoby i rosła (839 ludzi w 1966 roku, 842 w 1970, 935 w 1985) do 1990 roku, gdy osiągnęła 1005 ludzi. W latach 90. na Wyspach Owczych panował kryzys gospodarczy, przez który wielu mieszkańców opuszczało archipelag. W 1995 roku populacja zmalała do 960 mieszkańców, jednak od tamtej pory zaczęła rosnąć do roku 2005, kiedy osiągnęła 1042 osoby. Następnie znów zaczęła maleć.

## Polityka
Burmistrzem gminy jest Artur Johansen z Partii Ludowej. Prócz niego w składzie rady gminy znajduje się sześć osób. Ostatnie wybory samorządowe na Wyspach Owczych odbyły się w 2012 roku, a ich wyniki w gminie Sjóv przedstawiały się następująco:
| Lista | Nazwa partii                    | Głosy | Procent | Mandaty | Mandaty |
| ----- | ------------------------------- | ----- | ------- | ------- | ------- |
| A     | Partia Ludowa (Fólkaflokkurin)  | 397   | 68,10   | 5       | +5      |
| B     | Partia Unii (Sambandsflokkurin) | 186   | 31,90   | 2       | +2      |
|       | Suma                            | 586   | 100     | 7       | 0       |

| Lista A        | Lista A                 | Lista A        | Lista B           | Lista B               | Lista B           |
| Fólkaflokkurin | Fólkaflokkurin          | Fólkaflokkurin | Sambandsflokkurin | Sambandsflokkurin     | Sambandsflokkurin |
| Nr             | Kandydat                | Głosy          | Nr                | Kandydat              | Głosy             |
| -------------- | ----------------------- | -------------- | ----------------- | --------------------- | ----------------- |
| 1.             | Súsanna Andreasen       | 27             | 1.                | Uni Jacobsen          | 19                |
| 2.             | Sóleyð Debes Joensen    | 29             | 2.                | Poul Kári Simonsen    | 13                |
| 3.             | Sigga J. Funn           | 26             | 3.                | Lisa Frederiksberg    | 68                |
| 4.             | Pól Jákup Poulsen       | 51             | 4.                | Kristbjørg Jóhannesen | 13                |
| 5.             | Poli Johannes Hansen    | 55             | 5.                | Katrin Petersen       | 13                |
| 6.             | Kathrina Hammer         | 19             | 6.                | Jóna Sólbjørg Nielsen | 15                |
| 7.             | Jógvan Atli Johansen    | 6              | 7.                | Janus Berthelsen      | 10                |
| 8.             | Jens Kristian Rasmussen | 39             | 8.                | Dávur Poulsen         | 8                 |
| 9.             | Hildur R. Gergersen     | 2              | 9.                | André F. Danielsen    | 25                |
| 10.            | Artur Johansen          | 102            |                   |                       |                   |
| 11.            | Anfinn Gærdum           | 39             |                   |                       |                   |
|                | Lista                   | 2              |                   | Lista                 | 2                 |

Frekwencja wyniosła 81,08% (na 719 uprawnionych zagłosowało 586 osób). Oddano dwie puste karty do głosowania oraz jedną wypełnioną błędnie. W wyborach w 2008 roku partie polityczne nie wystawiały list w gminie Sjóv, wszyscy startowali, jako kandydaci niezależni.

## Miejscowości wchodzące w skład gminy Sjóv
| Miejscowość   | Liczba mieszkańców (01.01.2014) | Krótki opis | Zdjęcie                                                             |
| ------------- | ------------------------------- | --- | ------------------------------------------------------------------- |
| Innan Glyvur  | 74                              | Założono ją w 1884 roku. | Tabliczka wjazdowa przed Innan Glyvur.                              |
| Kolbeinagjógv | 26                              | Miejscowość leżąca po drodze do Selatrað. |                                                                     |
| Morskranes    | 22                              | Założono ją w 1877 roku. | Tablica wjazdowa przed Morskranes.                                  |
| Selatrað      | 38                              | Zabudowania tej miejscowości są nieco bardziej rozrzucone niż w typowej, farerskiej wsi. Znajduje się tam plantacja, założona w 1913 roku. Kościół w Selatrað wybudowano w 1927 roku.                                                                                       | Przystań w Selatrað.                                                |
| Strendur      | 762                             | Centrum administracyjne gminy. Tamtejszy kościół, zwany Sjógv zbudowano w 1834 roku. Mieści się tam siedziba farerskiej firmy produkującej wełniane ubrania - Snældan. Corocznie, w połowie czerwca, odbywa się tam festiwal Eystanstevna, organizowany wspólnie z Runavík. | Zabudowa Strendur ze znajdującym się pośrodku drewnianym kościołem. |